# Wereldkampioenschap floorball 1998
Het wereldkampioenschap floorball van 1998  werd gehouden van 25 mei tot en met 31 mei in Praag (Tsjechië). Het was de 2e editie en Zweden won de titel door Zwitserland in de finale met 10-3 te verslaan.

## Groepsfase

### Groep A
| Nr. | Land        | GW | Win | Gel | Ver | DV | DT | +/- | Pnt |
| --- | ----------- | -- | --- | --- | --- | -- | -- | --- | --- |
| 1.  | Zweden      | 3  | 3   | 0   | 0   | 35 | 0  | +35 | 6   |
| 2.  | Zwitserland | 3  | 2   | 0   | 1   | 16 | 9  | +7  | 4   |
| 3.  | Tsjechië    | 3  | 1   | 0   | 2   | 9  | 17 | -8  | 2   |
| 4.  | Duitsland   | 3  | 0   | 0   | 3   | 0  | 34 | -34 | 0   |

| Datum  | Land        | Land        | Uitslag | Periode         |
| ------ | ----------- | ----------- | ------- | --------------- |
| 25 mei | Zweden      | Zwitserland | 9 – 0   | (3–0, 4–0, 2–0) |
| 25 mei | Duitsland   | Tsjechië    | 0 – 9   | (1–0, 6–0, 2–0) |
| 26 mei | Zweden      | Duitsland   | 14 – 0  | (4–0, 4–0, 6–0) |
| 26 mei | Zwitserland | Tsjechië    | 5 – 0   | (0–0, 1–0, 4–0) |
| 27 mei | Duitsland   | Zwitserland | 0 – 11  | (0–3, 0–5, 0–3) |
| 27 mei | Zweden      | Tsjechië    | 12 – 0  | (4–0, 5–0, 3–0) |

### Groep B
| Nr. | Land       | GW | Win | Gel | Ver | DV | DT | +/- | Pnt |
| --- | ---------- | -- | --- | --- | --- | -- | -- | --- | --- |
| 1.  | Finland    | 3  | 3   | 0   | 0   | 18 | 3  | +15 | 6   |
| 2.  | Denemarken | 3  | 1   | 1   | 1   | 9  | 7  | +2  | 3   |
| 3.  | Noorwegen  | 3  | 1   | 1   | 1   | 8  | 7  | +1  | 3   |
| 4.  | Rusland    | 3  | 0   | 0   | 3   | 3  | 21 | -18 | 0   |

| Datum  | Land       | Land       | Uitslag | Periode         |
| ------ | ---------- | ---------- | ------- | --------------- |
| 25 mei | Finland    | Rusland    | 10 – 1  | (1–0, 3–1, 6–0) |
| 25 mei | Noorwegen  | Denemarken | 2 – 2   | (0–0, 2–0, 0–2) |
| 26 mei | Denemarken | Finland    | 2 – 4   | (0–2, 2–0, 0–2) |
| 26 mei | Noorwegen  | RUS        | 6 – 1   | (2–1, 1–0, 3–0) |
| 27 mei | Finland    | Noorwegen  | 4 – 0   | (1–0, 1–0, 2–0) |
| 27 mei | Denemarken | Rusland    | 5 – 1   | (0–0, 1–0, 4–1) |

### Rechtstreekse uitschakeling

#### halve finale
| Datum  | Land        | Land       | Uitslag | Periode                   |
| ------ | ----------- | ---------- | ------- | ------------------------- |
| 29 mei | Zweden      | Denemarken | 11 – 2  | (3–1, 7–1, 1–0)           |
| 29 mei | Zwitserland | Finland    | 5 – 4   | (0–1, 2–2, 2–1, 0-0, 1-0) |

#### Derde plaats
| Datum  | Land    | Land       | Uitslag | Periode         |
| ------ | ------- | ---------- | ------- | --------------- |
| 30 mei | Finland | Denemarken | 4 – 1   | (0–0, 1–0, 3–1) |

#### Finale
| Datum  | Land   | Land        | Uitslag | Periode         |
| ------ | ------ | ----------- | ------- | --------------- |
| 30 mei | Zweden | Zwitserland | 10 – 3  | (1–2, 5–0, 4–1) |

### Eindrangschikking
| #      | Land        |
| ------ | ----------- |
| Goud   | Zweden      |
| Zilver | Zwitserland |
| Brons  | Finland     |
| 4      | Denemarken  |
| 5      | Noorwegen   |
| 6      | Tsjechië    |
| 7      | Rusland     |
| 8      | Duitsland   |

## Divisie B
| Nr. | Land       | GW | Win | Gel | Ver | DV | DT | +/- | Pnt |
| --- | ---------- | -- | --- | --- | --- | -- | -- | --- | --- |
| 1.  | Letland    | 5  | 5   | 0   | 0   | 48 | 8  | +40 | 10  |
| 2.  | Estland    | 5  | 4   | 0   | 1   | 34 | 9  | +25 | 8   |
| 3.  | Oostenrijk | 5  | 3   | 0   | 2   | 12 | 17 | -5  | 6   |
| 4.  | Australië  | 5  | 2   | 0   | 3   | 20 | 26 | -6  | 4   |
| 5.  | Japan      | 5  | 1   | 0   | 4   | 9  | 41 | -32 | 0   |
| 6.  | Singapore  | 5  | 0   | 0   | 5   | 8  | 30 | -22 | 0   |